# Xoài Cushman
Xoài 'Cushman' là một giống xoài có nguồn gốc ở miền nam Florida. Giống này bị giới hạn không được lưu thông trong thương mại nhưng đã được bán dưới dạng cây trồng ở các sân vườn.

## Lịch sử
Cây ban đầu mọc lên từ một hạt giống được trồng vào năm 1936 trên đất đai của EL Cushman, ở Miami, Florida. Trong nhiều thập kỷ sau đó, nguồn gốc của nó vẫn chưa được biết, nhưng một phân tích phả hệ năm 2005 cho thấy giống cây này có khả năng là con lai giữa 2 giống Haden và Amini. Trái cây được công nhận là có chất lượng tuyệt vời, nhưng là giống nghèo nàn trong việc trồng trọt cho sản xuất thương mại. Cushman còn được gọi là 'Big Yellow'.
Cây Cushman được trồng trong các bộ sưu tập của USDA tại kho tế bào mầm ở Miami, Florida, Đại học Trung tâm Nghiên cứu và Giáo dục nhiệt đới của Florida ở Homestead, Florida, và  Công viên trái cây và gia vị, Miami-Dade cũng ở Homestead.

## Miêu tả

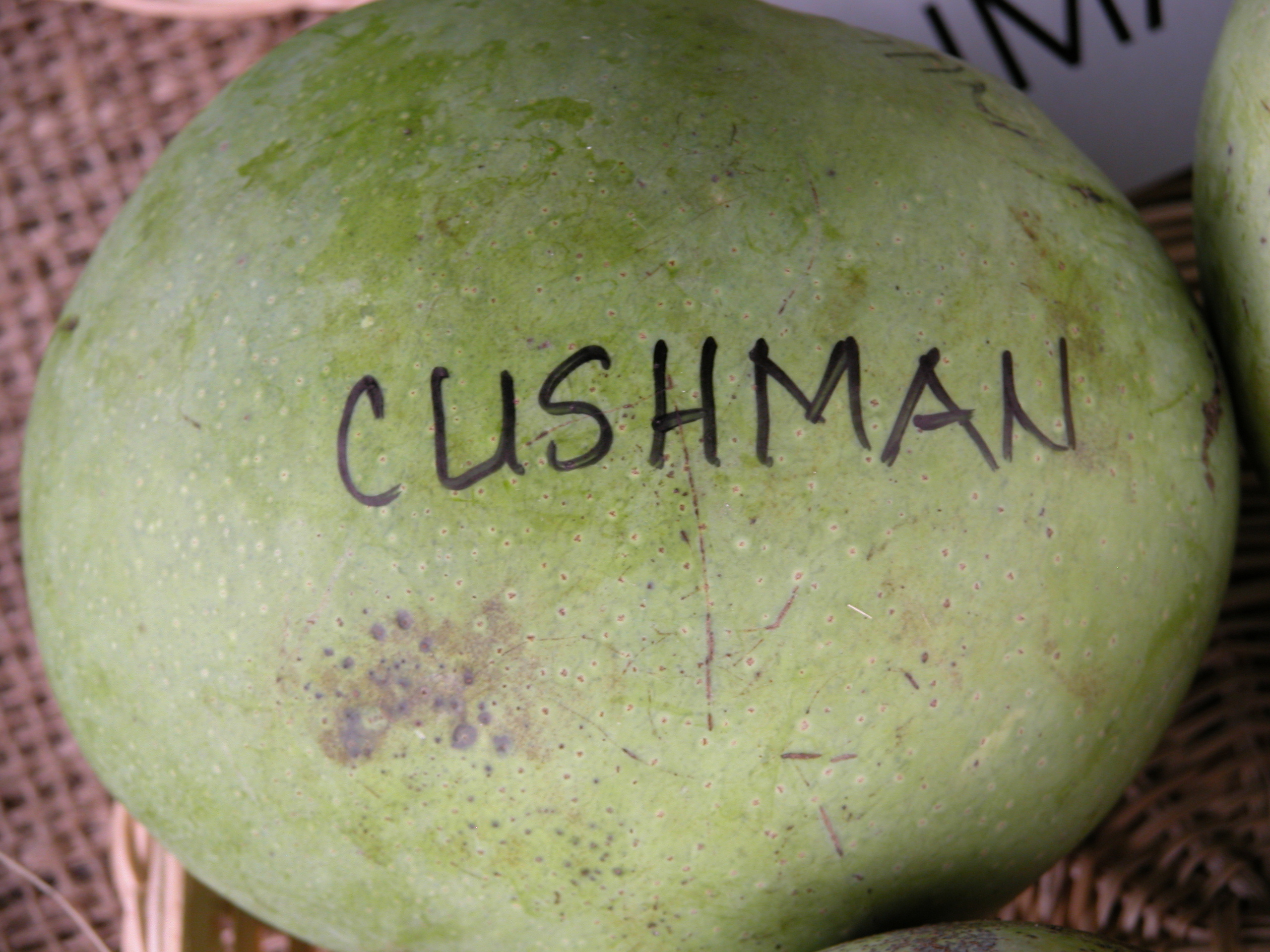
Trưng bày xoài 'Cushman' tại Nông nghiệp nhiệt đới Fiesta được tổ chức tại Công viên trái cây và gia vị ở Homestead, Florida.

Quả có hình tròn và có màu vàng khi chín, thường trông giống quả bưởi hơn là quả xoài. Thịt có màu vàng nhạt, hoàn toàn không có chất xơ, và có hương vị ngọt ngào, phong phú. Trái cây có trọng lượng trung bình trên một pound, lên tới 2 pound và chứa một hạt đơn phôi. Thịt có một đặc điểm khác biệt là khi được cắt lát, thịt Cushman có một "quầng sáng" màu cam nhìn thấy rõ hơn phần thịt gần vùng da. Quả chín từ tháng 7 đến tháng 8 ở Florida.
Cây Cushman này là cây sinh trưởng mạnh mẽ với tán cây phát triển có mật độ trung bình.